# Arnía
La playa de la Arnía está situada en la Costa Quebrada y junto al parque natural de las Dunas de Liencres, pertenece al municipio de Piélagos y esta en el limite junto al municipio de Santa Cruz de Bezana, en la comunidad autónoma de Cantabria, España.
La playa está ubicada en un entorno rocoso, con rocas de más de 90 millones de años.

Panorama de la Playa de la Arnía desde la playa

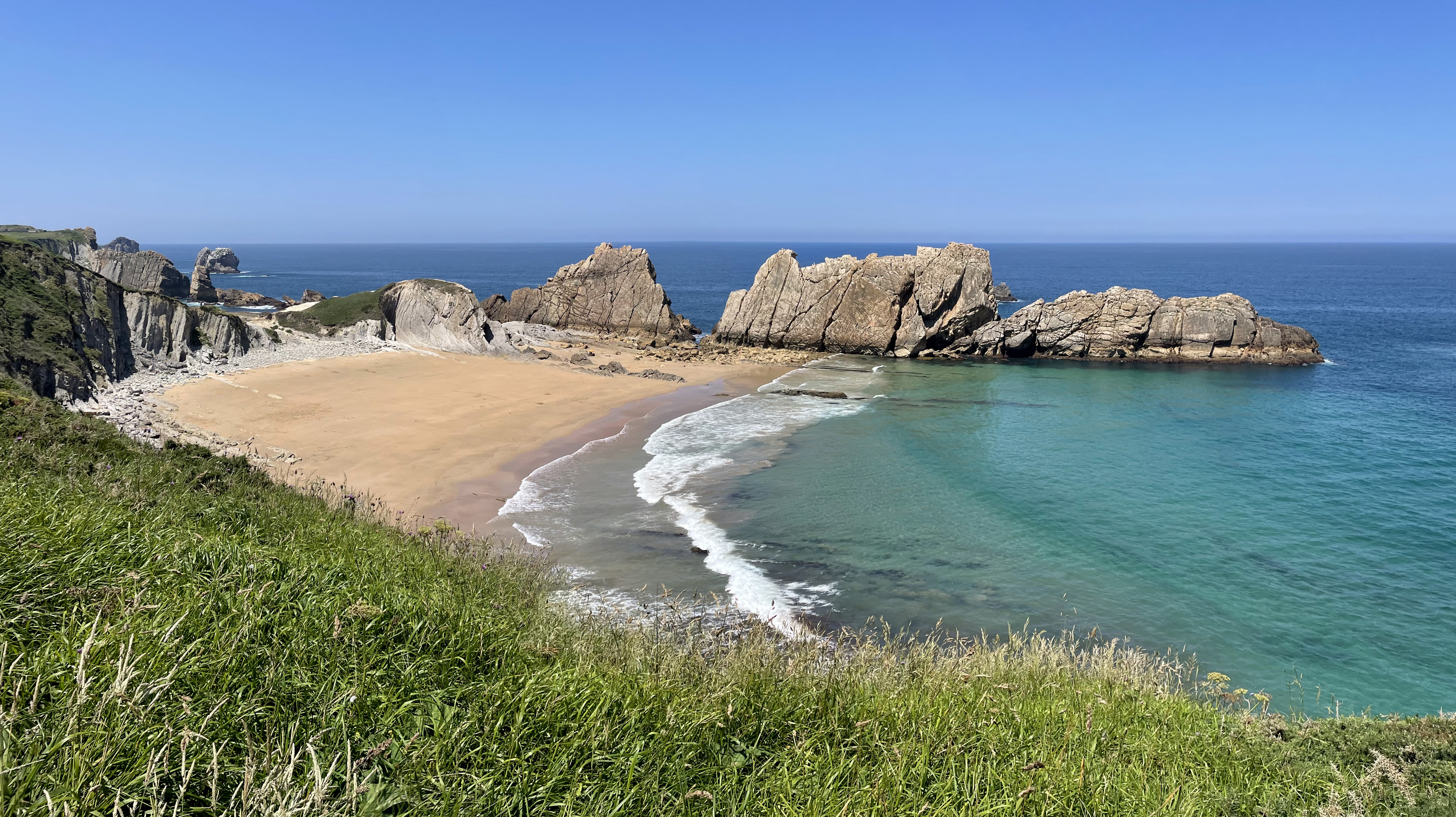
Panorama de la Playa de la Arnía desde un acantilado cercano